# Бен Мухаммед

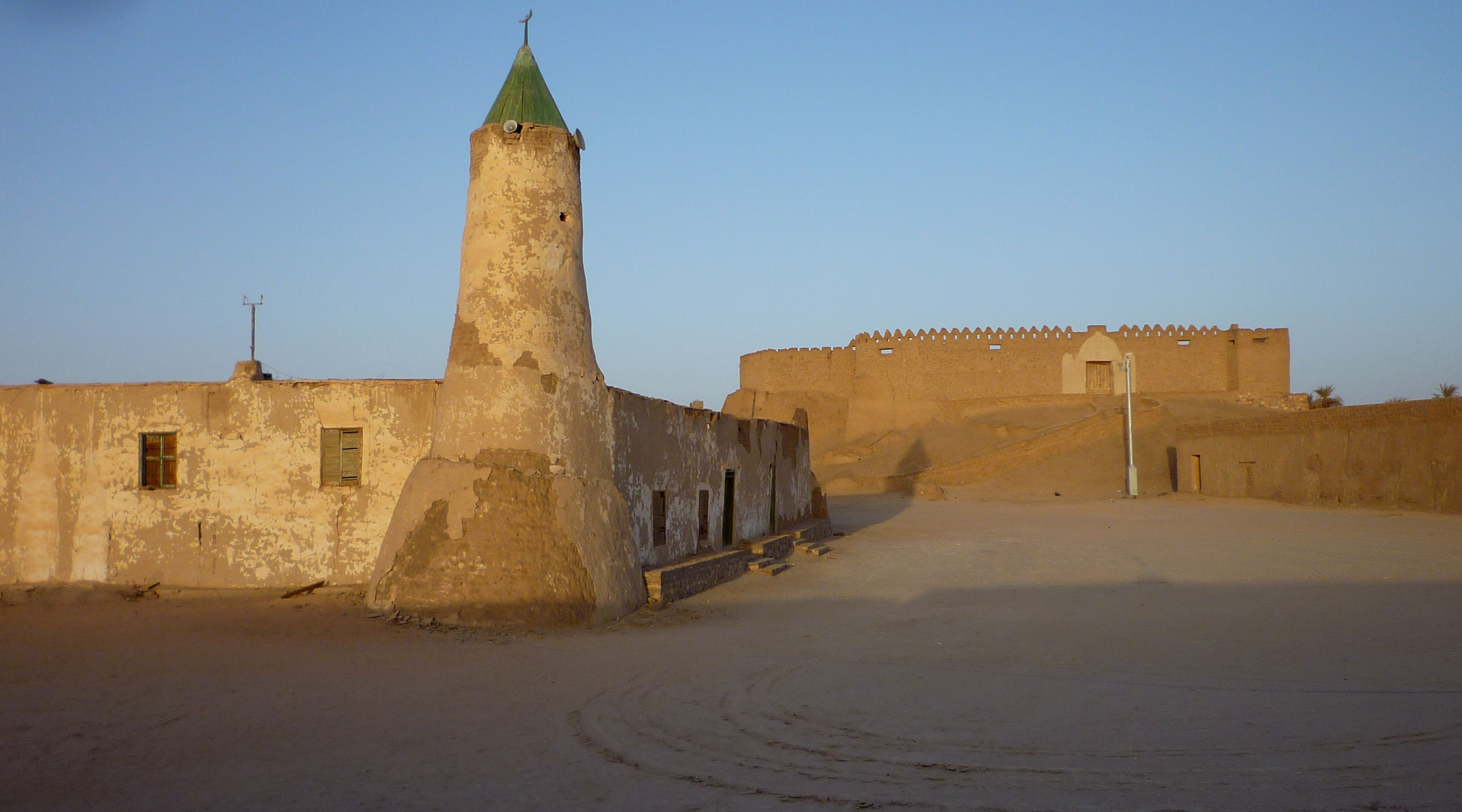
Форт и мечеть в Мурзуке

Бен Мухаммед — династия султанов и шейхов Феццана в Ливии, правившая с конца 16 века по 1813 год. На пике могущества их владения простирались от исторического ядра в Мурзуке (Марзуке) до Сокны на севере.

## История
В конце 16 века в Феццане правила султанская династия, основанная караванщиком Авлад Мухаммадом аль-Фаси, с резиденций в Мурзуке. Ал-Мунтасер ибн Мухаммад, сын Мухаммада, признал верховную власть Османской империи и обязался платить туркам ежегодную дань. В 1577 году турки-османы вторглись в Феццан, где захватили Себху и Мурзук. Ал-Мунтасер был свергнут и заменен османским наместником. В 1582 году местные племена подняли восстание против турок-османов и умертвили османского ставленника. Султанский трон занял Ан-Насер (1582—1599), сын Ал-Мунтасера. Ему в 1599 году наследовал его сын ал-Мансур (1599—1613). В его правление паша Триполи Сафар-дей предпринял карательный поход на Феццан. В 1613 году в решающей битве султан ал-Мансур был смертельно ранен. Турки-османы взяли города Себха и Мурзук. Ат-Тахир, брат погибшего султана Ал-Мансура, бежал с казной в Судан. Вскоре местные племена подняли восстание против османского наместника в Мурзуке, и власть захватил вернувшийся ат-Тахир (1613—1626). Через некоторое время против султана подняли восстание гараманты, жители Вадэль-Аджаль. Войска султана Феццана взяли штурмом и разрушили город Джерму, оплот мятежников. Но некоторые лидеры восставших бежали в Триполи, где нашли поддержку со стороны турецкого наместника Шериф-дея. В 1626 году турки-османы в очередной раз напали на Феццан, а султан ат-Тахир бежал в Судан. В Мурзуке был оставлен вождь гарамантов Ахмад-бей с небольшим турецким гарнизоном. В том же году в Феццан вернулся с большим войском Мухаммад I Джухейм, брат ат-Тахира, и нанес поражение Ахмад-бею, который укрылся в Мурзуке. Мухаммад осадил Мурзук, но на помощь Ахмад-бею прибыло османское войско. После нескольких лет борьбы противники решили заключить мирное соглашение. Новый турецкий наместник Триполи Мухаммад ас-Саказни заключил мир с Мухаммадом I Джухеймом (1626—1658), который сохранил за собой власть в Феццане и обязался выплачивать ежегодную дань в наместнику Триполи. Турецкие силы были выведены из Феццана, но Мухаммад Джухейм вынужден был отказаться от титула султана и принять титул шейха.
В 1682 году вступивший на престол шейх Нагиб ибн Мухаммад отказался платить дань наместнику Триполи. Османский наместник организовал военный поход на Феццан. Турки-османы заняли Мурзук и захватили всю казну шейха Нагиба, который погиб. На престол был возведен его брат Мухаммад II ан-Насер (1682—1694, 1694—1718). В 1694 году он также отказался выплачивать дань Триполи. Против непокорного шейха были высланы османские войска под командованием Юсуф-бея. В ходе боев под Мурзуком ни одна из сторон не могла одержать победу. Османский военачальник Юсуф-бей прибег к хитрости и смог вызвать раскол среди повстанцев. Шейх Мухаммад ан-Насер был взят в плен, а вместо него посажен на трон Мухаммад ал-Гузайль, двоюродный брат Юсуф-бея. Через пять месяцев феццанцы подняли восстание и умертвили османского наместника. Шейхом был объявлен Теммин ибн Джухейм. Наместник Триполи направил новое войско против Феццана, но шейх Теммин уклонялся от открытого сражения и перемещался по стране, угрожая туркам со всех сторон. В том же 1694 году паша Триполи Мухаммад Карадагли освободил из плена Мухаммада ан-Насера и вернул его к власти, взяв с него обещание платить дань.
В 1711 году к власти в Триполи пришел Ахмад Караманли, основавший династию Караманли и получивший от османского султана титул паши. Он решил подчинить Феццан своей власти. В 1718 году шейх Мухаммад ан-Насер отказался платить дань Триполи. Турки-османы осадили Мурзук, но не смогли его взять. В том же году шейх Мухаммад ан-Насер скончался, ему наследовал его сын Ахмад I (1718—1767), который согласился возобновить выплату ежегодной дани. В 1731 году триполитанцы, недовольные шейхом Ахмадом, вновь вторглись в Феццан и осадили Мурзук. Шейх Ахмад вынужден был сдаться и отправлен пленником в Триполи. Ахмад Караманли вскоре вернул его в Феццан в качестве своего вассала.
Последним шейхом Феццана был Мухаммад V аль-Джахим (1804—1813), который вынужден был выплачивать династии Караманли ежегодно 5 тысяч реалов. Позднее Мухаммад V отказался платить дань пашам Триполи, так как требуемая сумма оказалась для него слишком обременительна. Юсуф-паша Караманли в 1813 году организовал большой карательный поход на Феццан. Триполитанский командующий Мухаммад аль-Мунни объявил, что он идет походом на Борну и был с почестями принят шейхом Мухаммадом аль-Джахимом в Мурзуке. Мухаммад аль-Мунни вступил в тайные переговоры с племянником шейха и убедил его умертвить дядю, обещая ему после передать власть. После гибели шейха Мухаммада V триполитанский военачальник ввел свои войска в Мурзук и провозгласил себя наместником Феццана. Государство окончательно перешло под власть пашей Триполи.

## Список правителей
- Авлад Мухаммад
- Аль-Мунтасер ибн Мухаммад (?-1577)
- Ан-Насер ибн Мунтасер (1582—1599)
- Аль-Мансур ибн Насер (1599—1613)
- Ат-Тахир ибн Насер (1613—1626)
- Мухаммад I Джухейм ибн Насер (1626—1658)
- Джейхим ибн Мухаммад (1658—1682)
- Нагиб ибн Мухаммад (1682)
- Мухаммад II ан-Насер (1682—1694, 1694—1718)
- Ахмад I ибн Мухаммад (1718—1867)
- Тахир II ибн Ахмад (1767—1775)
- Ахмад II (1775—1789)
- Мухаммад IV (1789—1804)
- Мухаммад V аль-Джахим (1804—1813)